# Atxo Apellániz
Juan Antonio Apellániz Aguiriano, més conegut com a Atxo Apellániz (Àlaba, 24 de febrer de 1954 - K2, Karakoram, Himàlaia, 11 d'agost de 1994) va ser un muntanyenc i alpinista basc.

## Trajectòria
Durant la seva trajectòria esportiva en el món de l'alpinisme va aconseguir fer cim en cinc vuit mils: Cho Oyu el 1985, repetint-lo el 1990, Gasherbrum II el 1987, Nanga Parbat el 1992, K2 el 1994 i Shisha Pangma Central el 1990. Al principi de la seva carrera, recorre pràcticament totes les clàssiques de Pirineu i de la península Ibèrica al costat de Juan Oiarzabal. Va intervenir en diverses expedicions del programa "Al filo de lo imposible" per a Televisió Espanyola. El 1982 intenta arribar al Kangchuntse fins a 7.350 metres amb Iñigo Barandiarán, Oiarzabal, Imanol Ollakindia i Carlos Otxoa. En una ascensió a l'Everest el 1987, no aconsegueix fer el cim, ni tampoc al Pilar Oest del Makalu el 1989.
Com a integrant de l'expedició de Al filo de lo imposible de TVE, mor per esgotament en el descens a 6.700 metres, al camp base, després d'arribar sis dies abans al cim del K-2, al nord de la Xina. Juanjo San Sebastian, que acompanyava a Atxo, va patir l'amputació de vuit dits de les mans per congelació mentre va tractar, infructuosament, de salvar la vida del seu company arrossegant-lo fins al campament base. Quan baixaven, després de fer cim el 4 d'agost per la seva vessant xinesa, durant el descens han de bivaquejar. L'endemà una allau fa caure 400 metres a Juanjo mentre Atxo, que no veu el que li passa al seu amic, i només sap que ha desaparegut, continua baixant. Els dos han de bivaquejar altra nit. Juanjo aconsegueix arribar a la tenda de campanya que tenen en l'últim campament. Atxo està esgotat, descendeix molt lentament, tornarà a bivaquejar altra nit. Al matí, des del camp base els seus companys l'animen per la ràdio, però gairebé no es mou, demana aigua. Juanjo Sant Sebastià, tot i trobar-se ell també molt esgotat, decideix fer alguna cosa límit en la situació en què es troba, pujar fins on es troba el seu amic a portar-li aigua. Desgraciadament, però, després de dos dies descendint al límit, quan ja compten amb l'ajuda de Sebas de la Cruz i Ramón Portilla, que han pujat per ajudar-los, Axto mor el 10 d'agost al camp 2, a una elevació de 6.700 metres.

## Reconeixements
El 1995, un any després del decés d'Atxo Apellaniz, TVE va emetre un reportatge, amb imatges inèdites, en què li va retre homenatge. RNE va emetre les seves darreres paraules mentre feia el descens del K2 cap al camp base, abans de perdre la vida.
La tragèdia de la mort d'Atxo Apellaniz va donar origen del llibre del seu company Juanjo San Sebastian «Cita con la cumbre, una historia de amistad y tragedia en el K2».
Actualment, un carrer de Vitòria porta el seu nom.